# Bahlsen

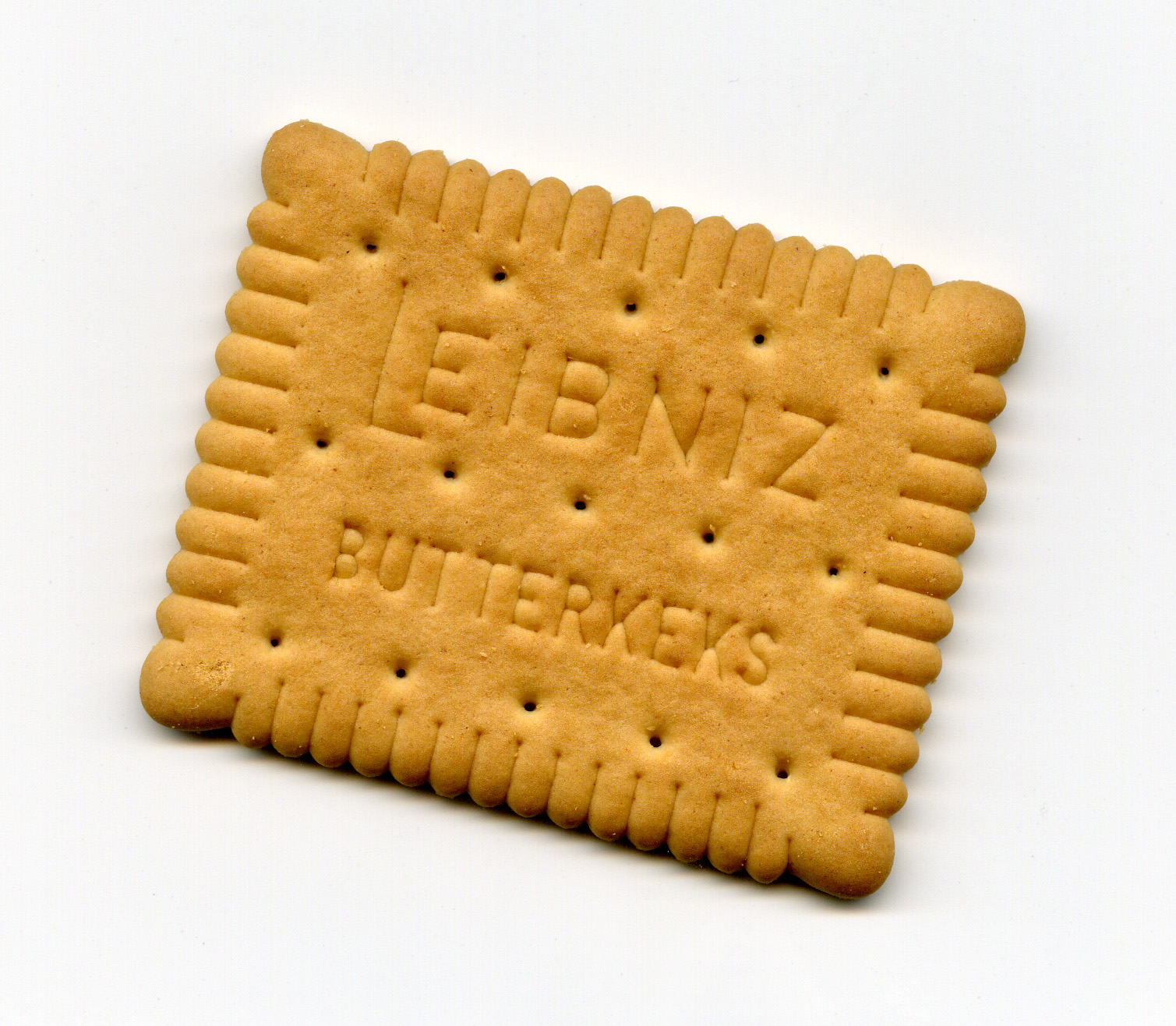
El producto estrella de la compañía, la galleta Leibniz.

Bahlsen es una compañía de alimentación alemana con sede en Hanóver. Fue fundada en julio de 1889 por Hermann Bahlsen con el nombre de Hannoversche Cakesfabrik H. Bahlsen. La familia fundadora, de la mano del nieto de Hermann Bahlsen, Werner Bahlsen, continua al frente de la compañía.
El político alemán Ernst Albrecht fue director ejecutivo de la compañía en los años 1970, motivo por el que la prensa le denominó monstruo de las galletas.
Bahlsen produce un amplio espectro de galletas y dulces. Su producto más conocido son las galletas de mantequilla Leibniz desde que fueron introducidas al mercado en 1891. Otro producto estrella de la compañía son las barritas de chocolate Pick Up!.
Con 5 plantas de producción en Europa, la compañía exporta sus productos a 80 países y ofrece también servicios de producción a marcas privadas.